# Piercia albivirgulata
Piercia albivirgulata là một loài bướm đêm trong họ Geometridae.